# Парламентские выборы в Чехии (2006)

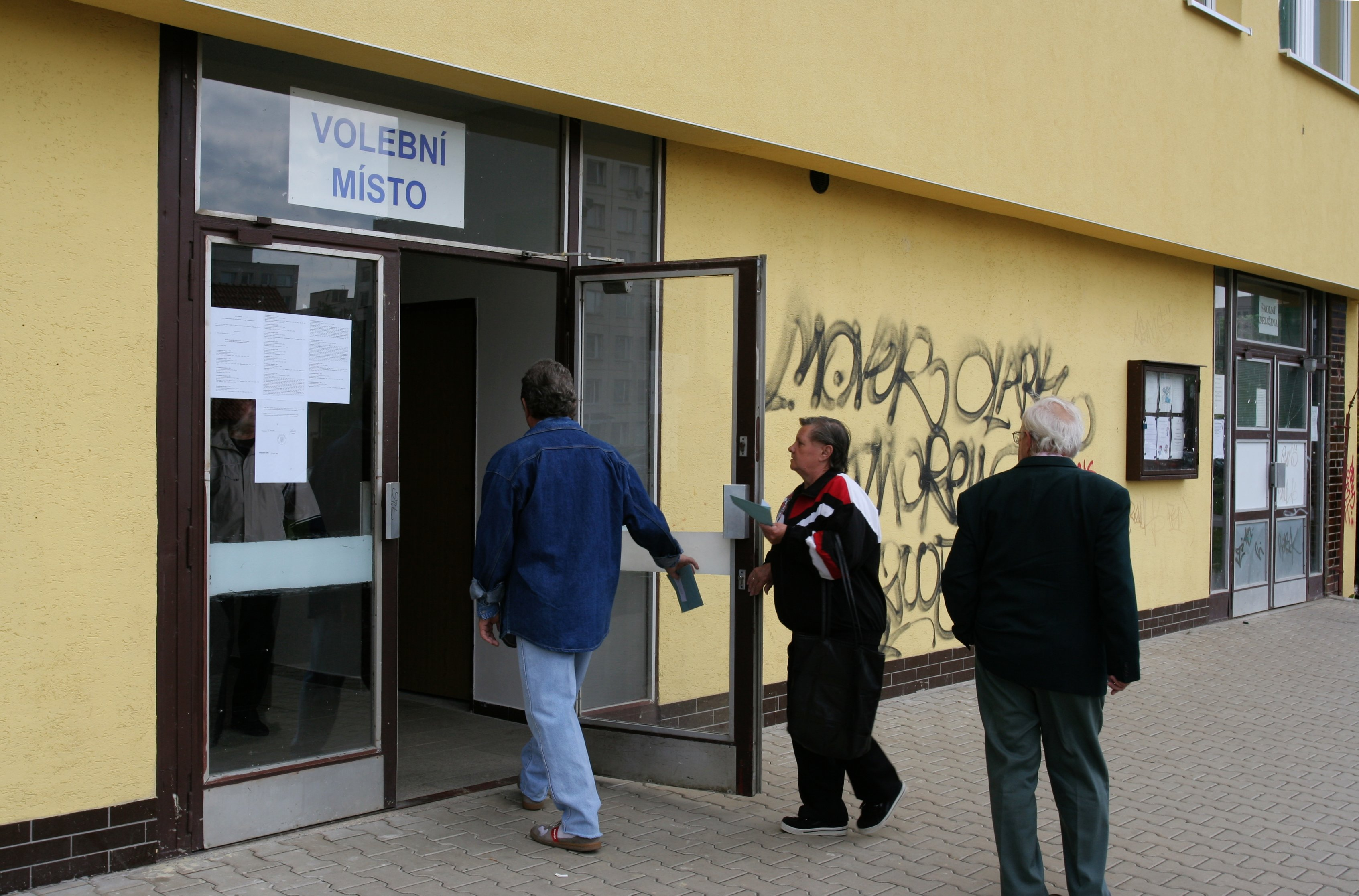
Участок для голосования

Парламентские выборы в Чехии 2006 года проходили 2 и 3 июня. На 200 мест Палаты депутатов Чехии претендовало 27 партий. Выборы проходили по пропорциональной системе. Явка избирателей на выборах составила 64,47 %.

## Результаты
|                                                                  |                     |      |      |
| Партия                                                           | Голосов             | Мест | Δ    |
| Гражданская демократическая партия                               | 1 892 475 (35,38 %) | 81   | ▲ 23 |
| Чешская социал-демократическая партия                            | 1 728 827 (32,32 %) | 74   | ▲ 4  |
| Коммунистическая партия Чехии и Моравии                          | 685 328 (12,81 %)   | 26   | ▼ 15 |
| Христианско-демократический союз — Чехословацкая народная партия | 386 706 (7,22 %)    | 13   | ▼ 10 |
| Партия зелёных (Чехия)                                           | 336 487 (6,29 %)    | 6    | ▲ 6  |
| SNK Европейские демократы                                        | 111 724 (2,08 %)    | 0    | ▬    |

## Последствия
По итогам выборов в Чехии наступил политический кризис, связанный с невозможностью сформировать как левое, так и правое правительство (левые партии ЧСДП — КПЧМ и правоцентристские ГДП — ХДС-ЧНП — Зелёные контролировали по 100 мест). Хотя в конце концов президент страны Вацлав Клаус назначил премьер-министром Мирека Тополанека от ГДП, правящий кабинет министром находился в крайне шатком положении.